# Michail Jaškin
Michail Jaškin (* 7. listopadu 1991, Omsk) je bývalý český a ruský hokejový obránce.

## Hráčská kariéra
S hokejem začínal v týmu HC Vsetín kde začínal jeho mladší bratr Dmitrij Jaškin a jeho otec Alexej Jaškin kdy začínal v české extralize. S otcem odehrál jeden zápas v české nejvyšší lize v sezóně 2004/05 ve kterém odehrál 45 sekund  . Ve Vsetíně hrál až do sezóny 2009/10 kdy po skončení ročníku odešel do týmu HC Slavia Praha za bratrem do juniorského týmu HC Slavia Praha, kdy v ročníku vybojovali třetí místo a příležitostně vypomohl druholigovému týmu HC Kobra Praha, kde odehrál šest zápasů. V ročníku 2011/12 nastupoval za druholigový tým HC Benešov.

## Rekord
Drží rekord v české extralize, 27. února 2005 odehrál zápas se svými 13 roky, třemi měsíci a desíti dny. Stal se tak nejmladším hráčem její historie.

## Důležitá data
- Debut v ČHL – 27. února 2005 (Vsetínská hokejová proti HC Energie Karlovy Vary)

## Klubová statistika
| Sezóna       | Klub                      | Soutěž       |    | Základní část | Základní část | Základní část | Základní část | Základní část |   | Play off | Play off | Play off | Play off | Play off |
| Sezóna       | Klub                      | Soutěž       | Z  | G             | A             | B             | TM            | Z             | G | A        | B        | TM       |          |          |
| 2004/2005    | Vsetínská hokejová        | 7.tř.        |    | 1             | 8             | 9             |               | —             | — | —        | —        | —        |          |          |
| 2004/2005    | Vsetínská hokejová        | 8.tř.        | 28 | 1             | 9             | 10            | 10            | —             | — | —        | —        | —        |          |          |
| 2004/2005    | Vsetínská hokejová        | ČHL          | 1  | 0             | 0             | 0             | 0             | —             | — | —        | —        | —        |          |          |
| 2005/2006    | Vsetínská hokejová 18     | ČHL-18       | 1  | 0             | 0             | 0             | 0             | —             | — | —        | —        | —        |          |          |
| 2006/2007    | Vsetínská hokejová 18     | ČHL-18       | 26 | 0             | 0             | 0             | 33            | —             | — | —        | —        | —        |          |          |
| 2007/2008    | Vsetínská hokejová 18     | ČHL-18       | 41 | 1             | 3             | 4             | 56            | 2             | 0 | 0        | 0        | 2        |          |          |
| 2008/2009    | Valašský hokejový klub 20 | ČHL-20       | 33 | 0             | 4             | 4             | 28            | —             | — | —        | —        | —        |          |          |
| 2009/2010    | Valašský hokejový klub    | 2.ČHL        | 1  | 0             | 0             | 0             | 0             | —             | — | —        | —        | —        |          |          |
| 2010/2011    | HC Slavia Praha 20        | ČHL-20       | 34 | 1             | 5             | 6             | 41            | 3             | 0 | 0        | 0        | 0        |          |          |
| 2010/2011    | HC Kobra Praha            | 2.ČHL        | 6  | 1             | 0             | 1             | 4             | —             | — | —        | —        | —        |          |          |
| 2011/2012    | HC Benešov                | 2.ČHL        | 9  | 1             | 3             | 4             | 12            | –             | – | –        | –        | –        |          |          |
| Celkem v ČHL | Celkem v ČHL              | Celkem v ČHL | 1  | 0             | 0             | 0             | 0             | —             | — | —        | —        | —        |          |          |